# Sentelie

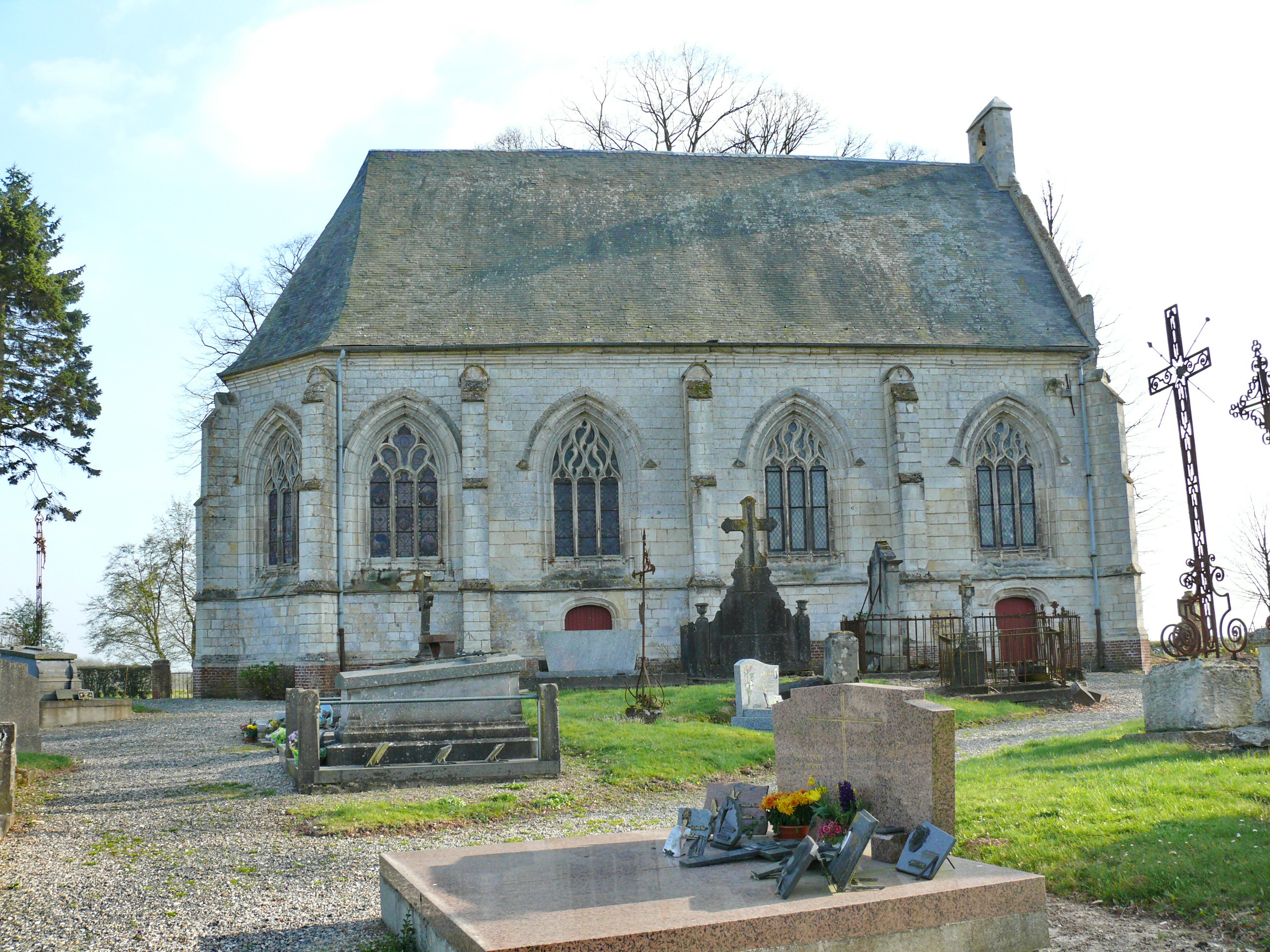
Kapel

Sentelie is een gemeente in het Franse departement Somme (regio Hauts-de-France) en telt 215 inwoners (1999). De plaats maakt deel uit van het arrondissement Amiens.

## Geschiedenis
Volgens Patrick Dantan, die in 1978 een boekje over Sentelie publiceerde, werd het dorp aanvankelijk Semiticlia genoemd. Vervolgens: Sainterlies (1189), Semita Helve (1233), Sainte-Helie (1234), Saintelie (1278), Saint-Herlie (1300), Saint-Helve (1301), Saint-Delis (1590), Saint-Helie (1648), Saint-Elie (1692), Saintely (1700), Sentelie (1702), Saint-Delis (1778), Sentelier (1778) en Sentelie (1789).

## Geografie
De oppervlakte van Sentelie bedraagt 5,6 km², de bevolkingsdichtheid is 38,4 inwoners per km².
De onderstaande kaart toont de ligging van Sentelie met de belangrijkste infrastructuur en aangrenzende gemeenten.

## Demografie
Onderstaande figuur toont het verloop van het inwonertal (bron: INSEE-tellingen).